# Liga Forte União do Futebol Brasileiro
A Liga Forte União do Futebol Brasileiro ou Liga Forte União (sigla: LFU) é uma associação futebolística brasileira formalizada em 28 de junho de 2022, por clubes que se opuseram à proposta da Libra.

## História
Foi formalizada no dia 28 de junho de 2022, por 25 clubes que disputam a primeira e segunda divisão do Campeonato Brasileiro de Futebol, que se oposicionaram às propostas da Libra, sendo uma das principais a relação à divisão do dinheiro arrecadado com os direitos de receita das transmissões. No momento de sua criação, a associação constituía com 62,5% de clubes das duas divisões nacionais.
No dia 8 de julho de 2022, os clubes filiados realizaram uma reunião na cidade do Rio de Janeiro sobre a marca visual e o cronograma de atividades para os próximos meses. Também anunciou a implementação de um calendário visando "avançar em temas relevantes como a governança e o plano de negócios". Em agosto de 2022, houve negociações com a Libra para "entender em quais pontos haverá discordância e em quais haverá consenso". Em 6 de setembro de 2022, membros da liga reuniram-se em São Paulo para apresentar suas propostas, com o objetivo de uma "liga única independente da CBF, com a participação de 40 clubes das Série A e B do futebol brasileiro".
Em novembro de 2022, foi anunciada uma parceria com a Mubadala Capital, porém, alguns dias depois do anúncio, tal notícia foi desmentida pela associação, afirmando:
"[...] Não houve recebimento de proposta da empresa Mubadala Capital pela LFF".
"[...] Não existe qualquer compromisso de exclusividade de negociação com nenhum investidor".
Em dezembro de 2022, a associação aprovou a proposta de um fundo de investimentos dos Estados Unidos apresentada pela XP Investimentos da Serengeti de 4,85 bilhões de reais, com objetivo de se tornar a maior sócia da associação. A proposta foi aprovada por unanimidade entre os clubes. Em março de 2023, houve um "aceno positivo" à Libra, após aprovarem uma mudança na divisão das receitas entre os clubes. Em abril de 2023, durante participações no Sports Summit, houve otimismo para a realização de uma liga única a partir do ano de 2025. Em maio de 2023, houve adiantamento um dos recursos dos investidores "para que possa assegurar a presença dos clubes interessados em fazer parte do grupo".
Em junho de 2023, a associação acertou a venda de 20% das receitas dos direitos de transmissão da primeira e segunda divisão ao Serengeti Asset Management e a Life Capital Partners com duração de 50 anos, a partir de 2025. No dia 6 de julho de 2023, os clubes membros Botafogo, Coritiba, Cruzeiro e Vasco da Gama anunciaram a criação do bloco comercial "Grupo União". No dia 11 de julho de 2023, o Atlético Mineiro anunciou sua saída do grupo, assinando com a Libra.
Em junho de 2024, o Corinthians decide se juntar à Liga Forte União após ter deixado a Libra em fevereiro do mesmo ano por discordar das divisões dos valores estabelecida entre os clubes componentes, principalmente pelos times como o Flamengo e o Palmeiras ficarem com a maior fatia dos direitos de transmissão (R$1 bilhão).

## Direitos de transmissão

### Série A
A LFU estabeleceu um acordo com a agência LiveMode para vender os direitos de transmissão de suas partidas como mandante aos grupos interessados. Em uma das regras, fica proibido o sublicenciamento de partidas aos grupos concorrentes.
Ao todo, foram anunciados três pacotes diferentes de direitos de transmissão para os grupos interessados e a forma como funcionariam, além disso, as mídias terão um período de revezamento na escolha dos jogos:
| Pacote  | Quantidade de jogos | Dias e horários sugeridos | Plataforma                                         |
| ------- | ------------------- | --- | -------------------------------------------------- |
| A       | 38 partidas         | Quarta-feira ás 19h30 e sábado ás 16h (com a aquisição pela Record, a transmissão de sábado foi transferida para o domingo ás 18h30) | TV aberta e streaming gratuito                     |
| B1 e B2 | 209 partidas        | Variado | TV por assinatura e streaming no modo pay-per-view |

Entre os grupos de mídia interessados pelas temporadas 2025 a 2029 do Campeonato Brasileiro de Futebol estavam o Grupo Globo, SBT, Record, Amazon e a CazéTV que chegaram a apresentar propostas. No caso da Globo, a prioridade acabou sendo pelos pacotes B1 e B2 visando fortalecer o Premiere e o SporTV, uma vez que optou por não apresentar seu projeto para o pacote A devido ao contrato com a Libra.
Pelo pacote A, a disputa passou a ser entre Record e SBT com a ausência da TV Globo. Segundo o colunista esportivo Rodrigo Mattos, o SBT chegou a ser considerado um forte candidato para ter o Brasileirão, oferecendo uma quantia total de R$2,6 bilhões, sendo pagos em R$520 milhões por ano, porém, no dia 30 de julho de 2024, o SBT decidiu retirar a sua candidatura alegando falta de retorno da Liga Forte União. Com a retirada do SBT, a Record apresentou sua proposta, estimada em R$2,8 bilhões, mas oferecendo os dias da semana como domingo às 18h e quinta-feira às 20h. Em 27 de agosto de 2024, a LFU fecha o acordo em definitivo com a Record, marcando o retorno do campeonato à emissora após a última transmissão em 2006, além de tirar a exclusividade da Globo nas transmissões do principal torneio de futebol, a qual mantinha desde 2016 com a rescisão do acordo de sublicenciamento com a Rede Bandeirantes. Porém, ao contrário do contrato que a Record mantinha entre 2002 e 2006 que era de jogos licenciados pela Globo, a emissora paulista passa a ter prioridade na escolha das partidas, o qual não acontecia desde 1992, quando o canal carioca passou a priorizar o torneio. Em 9 de outubro, a CazéTV anunciou a aquisição do pacote do Brasileirão pelo mesmo tempo de contrato da Record (2025-2027), exibindo os mesmos jogos de forma gratuita. Posteriormente, o contrato seria renovado em agosto de 2025, sendo estendido até 2029.
Um dos pacotes B foi vendido para a Amazon em 5 de setembro de 2024, lhe garantindo um jogo por rodada. Outros grupos também demonstraram interesse em adquirir os jogos como o DAZN e o Mercado Livre, além de alguns também serem cogitados nos bastidores como a Netflix, The Walt Disney Company e a Warner Bros. Discovery. Porém, em 21 de dezembro é anunciado que as negociações entre a Globo e a LFU avançaram pelo pacote B2, dificultando qualquer proposta superior a das concorrentes.
No dia 31 de janeiro de 2025, foi confirmado o acerto com a Rede Globo, compreendendo os canais Globo (que até então não havia demonstrado o interesse nas transmissões da LFU pelo pacote A), SporTV e Premiere, no valor máximo de 850 milhões de reais, acrescido de 10% da receita bruta do pay-per-view em 2025, que será reduzido para 5% a partir de 2026, com quatro jogos exclusivos para cobrir, sendo um transmitido com exclusividade no Premiere. No caso da TV aberta, a emissora não poderá selecionar os mesmos jogos escolhidos da Record.
Os contratos da LFU, no total, somam 1,5 bilhão de reais, porém esse valor somente será atingido caso 12 clubes da liga estejam na série A do Campeonato Brasileiro. Para cada clube abaixo de 12, como em 2025, 100 milhões de reais serão reduzidos do valor do contrato com a Rede Globo.

### Série B
Ao contrário da LIBRA, que garante os direitos de transmissão para os times filiados nas quatro divisões nas mídias da Globo, a LFU vendeu em separado a cobertura, oferecendo pacotes diferentes na segunda divisão. Entre os interessados, estava a RedeTV!, oferecendo as tardes de sábado para as transmissões e com os custos sendo arcados pelos patrocinadores da emissora. Por fim, a LFU decidiu realizar o modelo de venda conjunta com a LIBRA através de um acordo para esta divisão, tendo a RedeTV! e a Globo como interessados pelos jogos, com a última optando por ter os direitos apenas para o SporTV e Premiere.
No dia 31 de março de 2025, a LIBRA e a LFU avançaram e finalizaram as negociações com a The Walt Disney Company para as transmissões da segunda divisão pela ESPN e no Disney+ de todos os jogos, mas com alterações em caso de acordos com a RedeTV! e a Globo. Por fim, no dia 1.° de abril, é noticiado a venda também para a RedeTV!, TNT Sports, CazéTV e Prime Video, além de negociações avançadas com o canal Desimpedidos. No entanto, no dia seguinte, foram anunciados os seguintes transmissores da Série B: RedeTV! (duas rodadas por semana, sempre nas quintas-feiras e sábados), ESPN (cobertura de alguns jogos), Disney+ (cobertura de todos os dez jogos), Desimpedidos (mesmos jogos da RedeTV!) e Kwai (mesmos jogos da ESPN), enquanto que a TNT, CazéTV e Prime Video acabaram saindo das negociações, mesmo com tudo encaminhado, junto com a Globo, que retirou a sua proposta abrindo mão da Série B após 28 anos seguidos de cobertura por falta de interesse devido a ausência de clubes maiores na segunda divisão. Com a ESPN/Disney, foi firmado um contrato com duração de três anos.

## Distribuição das receitas
De acordo com o jornalista Rodrigo Mattos, do UOL, o dinheiro arrecadado pela LFU com a venda dos direitos de transmissão é dividido entre os clubes da série A (61%) e da série B (15%), a empresa LiveMode (14%), que administra os direitos de transmissão da liga, e investidores (10%).
Os investidores inicialmente haviam acordado a aquisição de 20% dos direitos de transmissão, pelo prazo de 50 anos, porém sua participação foi reduzida para 10% em 2024, antes de realizarem o pagamento da parcela restante referente à aquisição.
Da fatia dos clubes, 45% da receita é dividida de forma igualitária, 30% de acordo com a classificação no campeonato e 25% de forma proporcional à audiência.

## Membros
- Última atualização em 1 de julho de 2024:[46]

| Membros              | Estado            | Brasileirão 2025 |
| -------------------- | ----------------- | ---------------- |
| Botafogo             | Rio de Janeiro    | Série A (11)     |
| Ceará                | Ceará             | Série A (11)     |
| Corinthians          | São Paulo         | Série A (11)     |
| Cruzeiro             | Minas Gerais      | Série A (11)     |
| Fluminense           | Rio de Janeiro    | Série A (11)     |
| Fortaleza            | Ceará             | Série A (11)     |
| Internacional        | Rio Grande do Sul | Série A (11)     |
| Juventude            | Rio Grande do Sul | Série A (11)     |
| Mirassol             | São Paulo         | Série A (11)     |
| Sport                | Pernambuco        | Série A (11)     |
| Vasco da Gama        | Rio de Janeiro    | Série A (11)     |
| Amazonas             | Amazonas          | Série B (16)     |
| América Mineiro      | Minas Gerais      | Série B (16)     |
| Athletic             | Minas Gerais      | Série B (16)     |
| Athletico Paranaense | Paraná            | Série B (16)     |
| Atlético Goianiense  | Goiás             | Série B (16)     |
| Avaí                 | Santa Catarina    | Série B (16)     |
| Botafogo-SP          | São Paulo         | Série B (16)     |
| Chapecoense          | Santa Catarina    | Série B (16)     |
| Coritiba             | Paraná            | Série B (16)     |
| CRB                  | Alagoas           | Série B (16)     |
| Criciúma             | Santa Catarina    | Série B (16)     |
| Cuiabá               | Mato Grosso       | Série B (16)     |
| Goiás                | Goiás             | Série B (16)     |
| Novorizontino        | São Paulo         | Série B (16)     |
| Operário-PR          | Paraná            | Série B (16)     |
| Vila Nova            | Goiás             | Série B (16)     |
| CSA                  | Alagoas           | Série C (7)      |
| Figueirense          | Santa Catarina    | Série C (7)      |
| Ituano               | São Paulo         | Série C (7)      |
| Londrina             | Paraná            | Série C (7)      |
| Náutico              | Pernambuco        | Série C (7)      |
| Ponte Preta          | São Paulo         | Série C (7)      |
| Tombense             | Minas Gerais      | Série C (7)      |